# Holešovické nábřeží
Holešovické nábřeží v Holešovicích v Praze vede kolem levého břehu Vltavy od severního konce Partyzánské ulice k jižnímu předmostí mostu Barikádníků. Vzniklo v roce 1890 úpravou břehů Vltavy starých Holešovic. V roce 1978 však staré Holešovice zbourali a nábřeží se změnilo na neveřejný prostor překladišť a deponií.
Nábřeží je součást protipovodňové ochrany Prahy, v etapě 0004 do roku 2006 tu umožnili instalaci mobilního hrazení.